# رضوان الأزهر
رضوان الأزهر لاعب كرة قدم سوري من مواليد 12 مايو 1979 دمشق يجيد اللعب في مركز حراسة المرمى يلعب حالياً في نادي المحافظة، الذي ينافس في الدوري السوري الدرجة الثانية.

## روابط خارجية
- رضوان الأزهر على موقع ناشيونال فوتبول تيمز (الإنجليزية)
- رضوان الأزهر على موقع Soccerway.com (الإنجليزية)
- رضوان الأزهر على موقع عالم كرة القدم.نت (الإنجليزية)
- رضوان الأزهر على موقع كووورة